# Merel
De merel (Turdus merula) is een middelgrote zangvogel uit de familie lijsters (Turdidae). Het is een inheemse broedvogel in Europa, Azië en Noord-Afrika en een algemeen voorkomende standvogel in de meer gematigde delen van zijn verspreidingsgebied. De merel is geïntroduceerd in delen van Noord- en Zuid-Amerika, Zuid-Afrika, Australië en Nieuw-Zeeland. In het totale leefgebied van de merel worden een aantal ondersoorten onderscheiden, al worden enkele Aziatische ondersoorten soms beschouwd als volle soorten.
Het mannetje is overwegend zwart en heeft een gele oogring en snavel. In het broedseizoen is zijn melodieuze zang in het grootste deel van Europa 's ochtends en 's avonds te horen. Het vrouwtje en de juveniel zijn meer gecamoufleerd dankzij een donkerbruin verenkleed. Beide geslachten zijn territoriaal in hun broedgebied in bossen en tuinen. De merel is omnivoor en voedt zich met insecten, aardwormen, bessen, vruchten en slakken.

## Uiterlijke kenmerken
Een volwassen merel heeft een lichaamslengte van 23,5 tot 29 centimeter en een gewicht van 80 tot 125 gram. De vleugelspanwijdte bedraagt 34 tot 38,5 centimeter. De merel heeft een relatief lange staart.

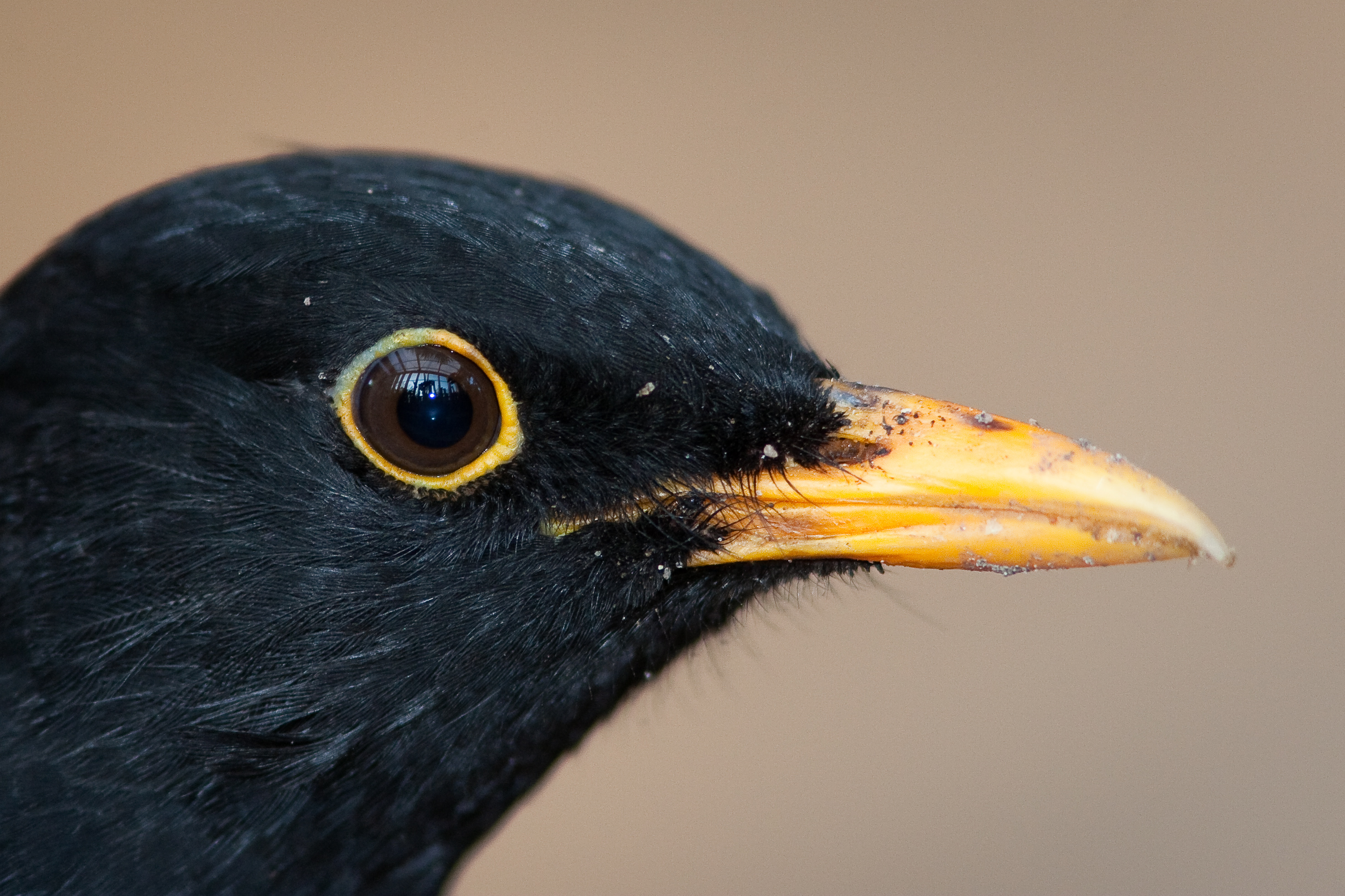
Het mannetje heeft een opvallend gele snavel en oogring

In tegenstelling tot bij de meeste andere lijsters bestaan er duidelijke verschillen tussen het mannetje en vrouwtje. Een volwassen mannetje heeft een glanzend zwart verenkleed. Met name de onderzijde, maar ook de rugzijde en schouderstukken zijn soms grijs tot brons getint, wat duidelijk te zien is bij een juiste lichtval. Verder heeft het mannetje donkerbruine poten, een gele oogring en een oranjegele snavel, die in de winter wat donkerder wordt. De snavel kleurt steeds dieper oranje naarmate het mannetje ouder wordt.
Het vrouwtje heeft een bruin tot geel- of roodbruin verenkleed, dat vanaf een afstand egaal kan lijken. De onderzijde is echter lichter gekleurd en onregelmatig gevlekt of gestreept. De buik is grijs tot bruin en de bruine borst is bedekt met lichte vlekken. De keel is het lichtst gekleurd en is grijs tot bruin met donkere onregelmatige strepen. Het vrouwtje heeft net als het mannetje donkerbruine poten, maar de snavel is lichter gekleurd. Ook de oogring is minder fel gekleurd en valt door het bruine verenkleed weinig op.
De eerste rui vindt plaats tijdens het eerste kalenderjaar aan het einde van de zomer of het begin van de herfst. De jaarlijkse ruiperiode van Europese merels ligt tussen juni en eind oktober, met de grootste piek in augustus.

### Juveniel
Een juveniel heeft een donkere, hoornkleurige snavel en onopvallende oogring. Het verenkleed lijkt op dat van een volwassen vrouwtje, maar is ook licht gevlekt op de bovenzijde. Voordat hij vliegvlug is heeft de juveniel een gespikkelde borst, die lichter is gekleurd dan die van een volwassen vrouwtje. Over het algemeen zijn mannelijke juvenielen iets donkerder dan de vrouwelijke. Een mannetje van een jaar oud heeft al het zwarte verenkleed, maar de snavel en oogring zijn nog onopvallend gekleurd en de vleugels bruin gekleurd.

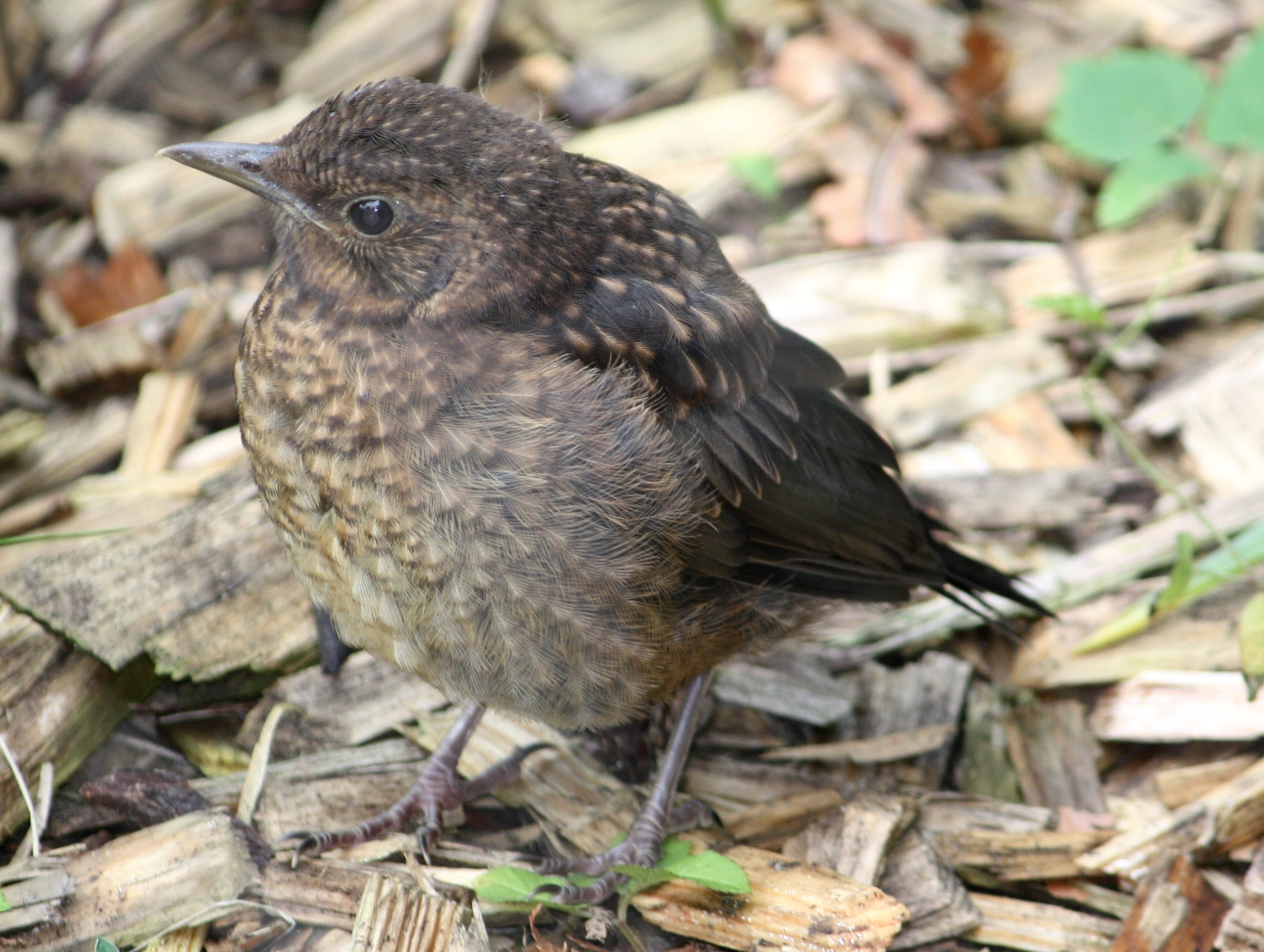
Juveniel van drie weken oud

### Gelijkende soorten
Met name lijsters die voorheen als een ondersoort van de merel werden beschouwd, zijn moeilijk in het veld te determineren. Dit zijn bijvoorbeeld de Indische merel (Turdus simillimus), de Tibetaanse merel (T. maximus) en de Chinese merel (T. mandarinus). In Europa kan de merel worden verward met een jonge beflijster (Turdus torquatus), al heeft deze wat lichter gekleurde vleugels. De gelijkende spreeuw (Sturnus vulgaris) heeft een ranker lichaam en is in de vlucht te herkennen aan de kortere, driehoekige vleugels. Het vrouwtje van de merel kan met de zanglijster (Turdus philomelos) worden verward, maar is aanmerkelijk donkerder en egaler van kleur. De staart van de merel is bovendien langer dan bij de meeste lijstersoorten.

## Gedrag en levenswijze
De merel is een dagactieve vogel, die in de meeste seizoenen van de ochtend- tot de avondschemering actief is. Verschillen in lichtintensiteit, veroorzaakt door bijvoorbeeld weersomstandigheden of kunstmatige lichtbronnen, kunnen een significante invloed hebben op de activiteitsduur. De merel heeft een groot aanpassingsvermogen en in veel delen van de wereld hebben merels zich aan een stedelijke omgeving aangepast. Daar deze merels aanzienlijk minder schuw zijn dan soortgenoten in een natuurlijke habitat, wordt vaak onderscheid gemaakt tussen 'stadsmerels' en 'bosmerels'.

### Voedsel

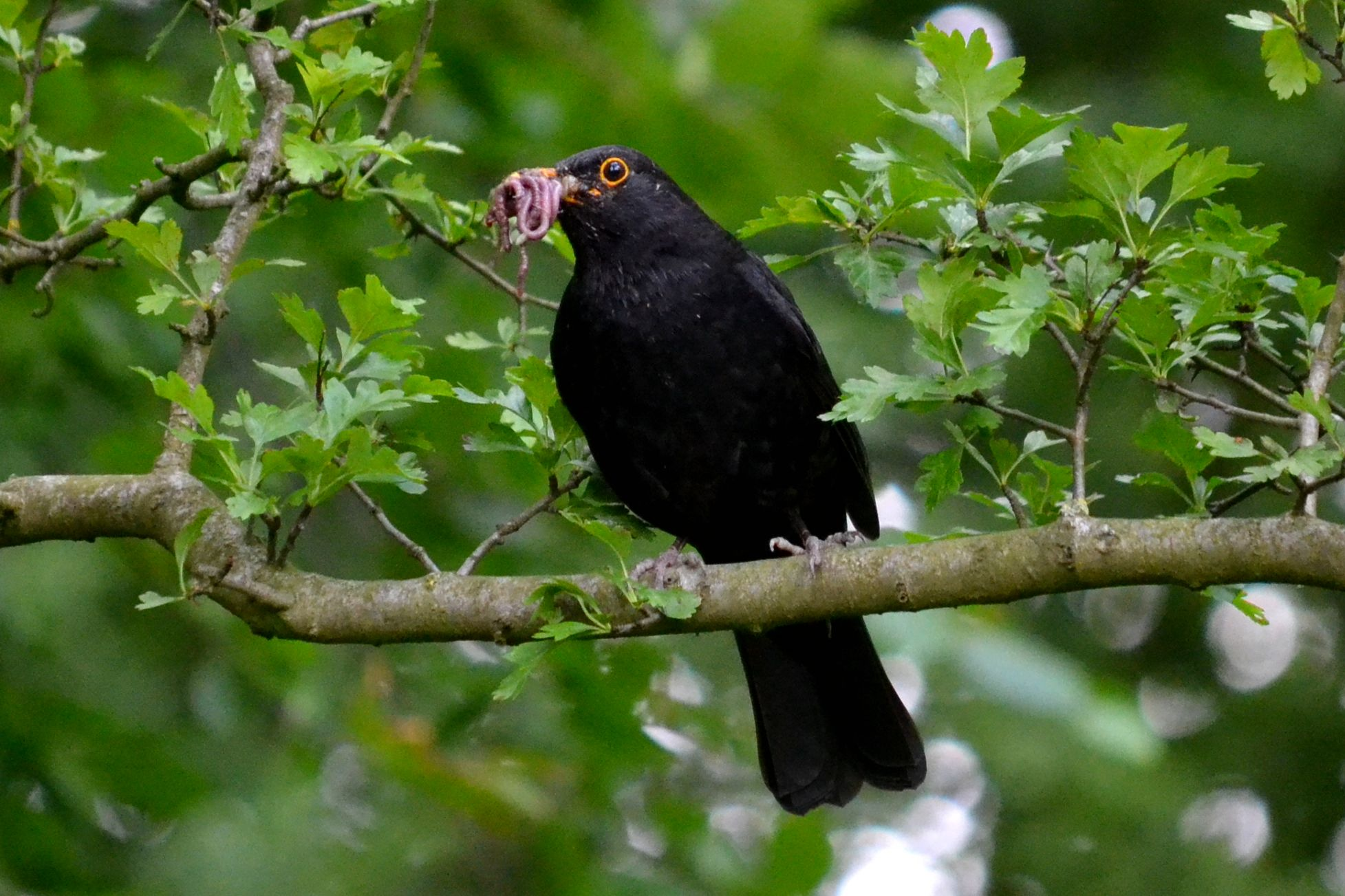
Volwassen mannelijke merel met regenwormen in zijn bek

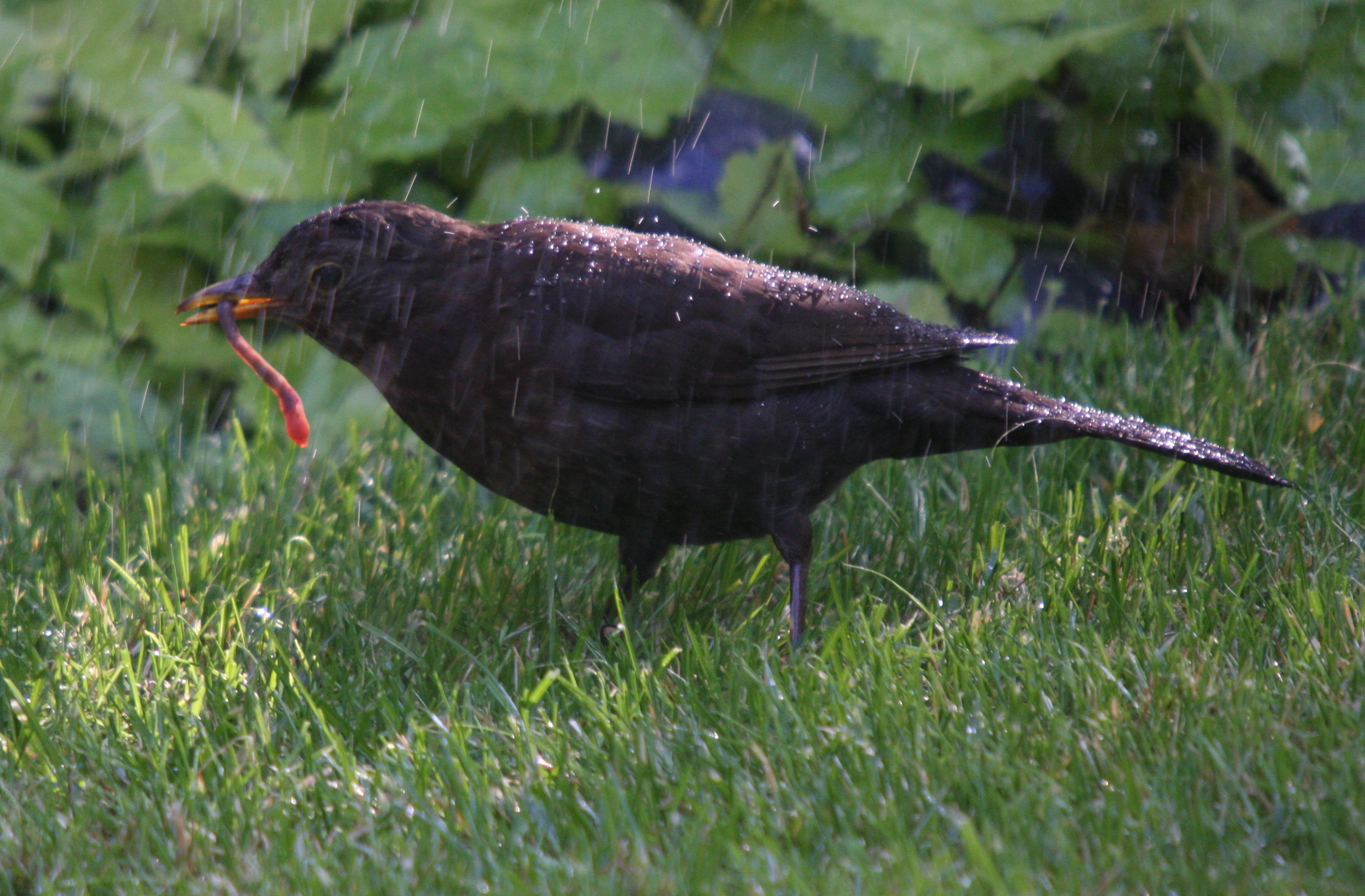
Merel met regenworm in de regen

Merels zijn alleseters en voeden zich onder meer met wormen, insecten, slakken, bessen, brood, zaden, afval en diverse soorten vogelvoer. Ze hebben een territorium dat door het mannetje vinnig wordt verdedigd tegen soortgenoten en ook wel tegen kleinere vogels.
Het voedsel van de merel is erg gevarieerd. Ze foerageren meestal hippend op de grond en in de grond hakkend. Daarbij werpen ze mos en bladeren op, een techniek waar het bos zelf ook van profiteert, want zo wordt de bodem verlucht. Als de vogels op zoek zijn naar regenwormen houden ze hun kop scheef, waarschijnlijk om bodemleven te horen. Hun grote ogen zijn karakteristiek voor het feit dat ze ook oogjagers zijn, ze zoeken met andere woorden hun prooien door de grond af te speuren. Ook eten ze in de late zomer bessen en vlezige, zoete vruchten uit struiken en dat wordt hen soms kwalijk genomen door de fruittelers. Ook in stadstuinen kunnen ze schade aanrichten door ontkiemende planten uit de grond te trekken. De grote aantallen waarmee ze voorkomen in steden is mogelijk doordat ze niet kieskeurig zijn met betrekking tot hun dieet. Aangerichte schade wordt evenwel gecompenseerd door de opruiming die de dieren houden onder schadelijke ongewervelden. Ze maken ook veel gebruik van het voedselaanbod in voederhuisjes en eten verspreid liggend fruit en brood. In de winter foerageren merels soms in groepen samen met andere lijsterachtigen. Vooral gevallen fruit en bessen, onder andere duindoorn en liguster, zijn dan in trek. Buiten de koude periode leeft de merel nooit in groepsverband. Het komt voor dat een merel zich bij voedselschaarste met eieren of jonge vogels voedt.
De merel heeft een vrij grote, spitse snavel, die perfect aangepast is aan het eten van zaden en groter voedsel. Deze snavelvorm komt voor bij talrijke andere vogels van gemiddelde grootte. De scherpte maakt het mogelijk kleine deeltjes op te pikken, maar de lengte laat ook het verorberen van groter voedsel toe. Merels stoten na het eten soms braakballen met daarin onverteerde zaden uit. Zaden van gegeten bessen kunnen kilometers verderop worden gedeponeerd. De vogel heeft zo een aandeel in de verspreiding van planten. Dit is ook in het belang van de eigen soort waarvoor zo een deel van de voedselvoorziening wordt verzekerd.

### Geluid
De merel is een uitbundige zanger en zingt vaak vanaf een hoog punt, zoals een boomtop of dakrand. Het mannetje zingt vanaf februari, vooral 's morgens en 's avonds. De zang is een vol, aangenaam, melancholisch muzikaal lied met vele variaties, dat vaak eindigt in zachte, krassende geluiden. Merels zijn net als spreeuwen goede imitatoren. Er zijn merels die de ringtone van een telefoon  overnemen. Het onnatuurlijke geluid schalt in dat geval door een hele buurt tot ergernis van veel mensen. Merels die in de buurt van een sportveld wonen kunnen het fluitsignaal overnemen. De zanglijster heeft een meer herhalende en driftige zang en de grote lijster zingt luid en bellend. Het merelmannetje zingt het meest als zijn vrouwtje op de eieren zit. Tevens is een fluisterzang bekend, vooral buiten de broedperiode.
Zingende merelⓘ - Naast hun zang maken ze ook nog een laag, zacht 'tsjoek' en een luid, scherp 'pink pink pink'. Hun alarmsignaal is een snelle opeenvolging van scherpe, harde, ratelende tonen, 'tsjink-tsjink-tsjink', dat blijft aanhouden tot het gevaar geweken is. Dit geluid klinkt het meest bij hun slaapplaats of bij problemen met predatoren. De verschillende vogels houden contact met een fijn rollend 'tsrrie'.

### Voortbeweging
De vlucht is meestal laag, onstuimig en snel indien de vogel op weg is naar een beschutte plaats. Over langere afstand vliegt de merel op een golvende wijze met korte series vleugelslagen. Bij de landing wipt hun staart eventjes omhoog. De merel hipt en stapt, daarbij vaak stilhoudend. Het dier loopt anders dan de spreeuw, die zich gehaast stap voor stap voortbeweegt.

## Voortplanting en ontwikkeling
In het baltsseizoen gedraagt het mannetje zich erg opvallend en rent met opgezette stuitveren, uitgespreide staart en hangende vleugels rond. Ze bakenen een territorium af, dat vaak ongeveer de grootte heeft van een tuin.
De in de natuur levende merels bouwen hun nest in de struiken en de kruinen van lage bomen, zelden hoger dan twee meter; de stadsmerels nestelen op houtachtige planten in tuinen en parken en op gebouwen. Ook kunstmatige plekken, zoals tuinhuisjes, zijn vaak erg in trek. Een stadsmerel is inventief als het op nestgelegenheid aankomt. Ze zijn op de meest uiteenlopende nestelplaatsen gevonden zoals op een uitstekende balk, op een raamkozijn, onder een afdak en in de dakgoot.
Hun nest, dat grotendeels door het vrouwtje wordt gebouwd, bestaat uit een compact, diep holletje van droog gras en mos, van binnen bepleisterd met modder en gevoerd met fijn plantenmateriaal en gras (bij de zanglijster is de binnenkant van het nest bepleisterd met modder, mest en speeksel). Hoewel het maken van een nest veel werk vraagt, komt het voor dat merels snel een nest verlaten als het ontdekt wordt door een mens of predator. Zelfs als het nest al eieren bevat.
Twee tot vier keer per jaar legt een koppel tussen de drie en de vijf eieren (meestal vier, zoals de meeste lijsters, in een erg goed jaar weleens zes), die in ongeveer 12 à 15 dagen worden uitgebroed. De eieren zijn blauwgroen en bedekt met rood- of geelbruine vlekken. Hun broedtijd loopt van eind maart tot in juli. Stadsmerels vinden meer voedsel en zij kunnen dus wel drie tot vier legsels voortbrengen op een jaar. Een bosmerel heeft veel meer moeite met het zoeken naar voedsel en zij houden het dus meestal bij twee.

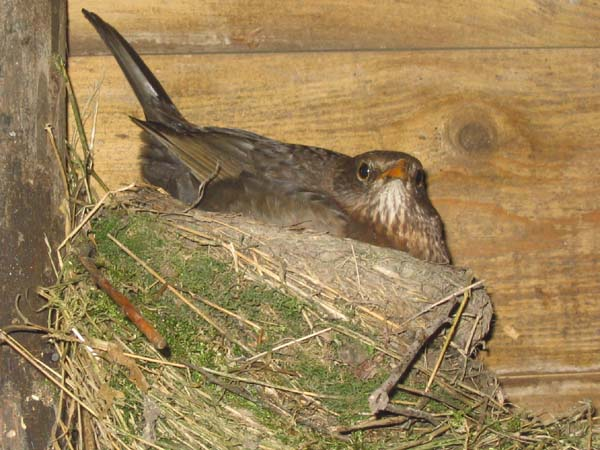
Merelvrouwtje op nest
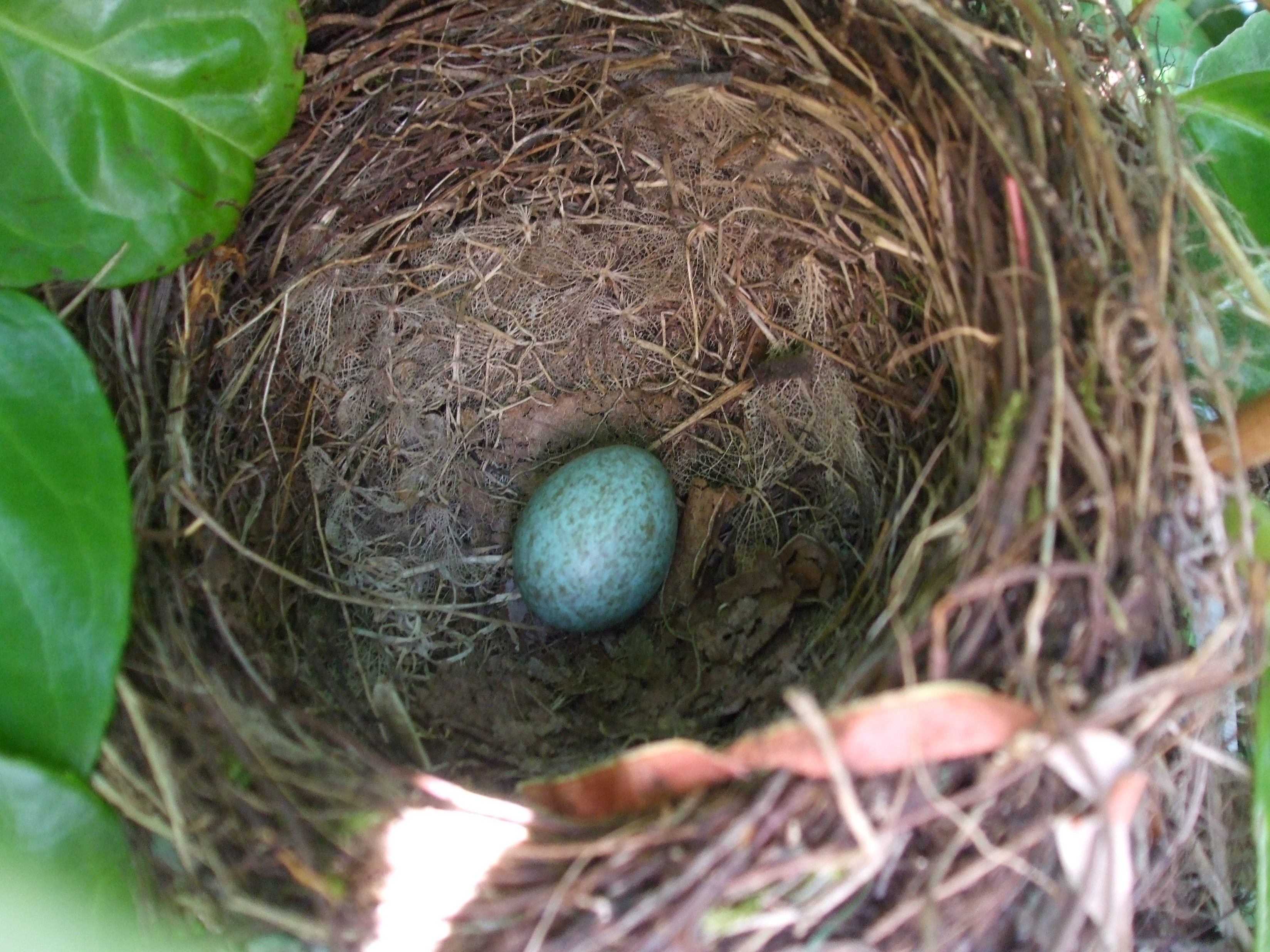
Het ei van een merel
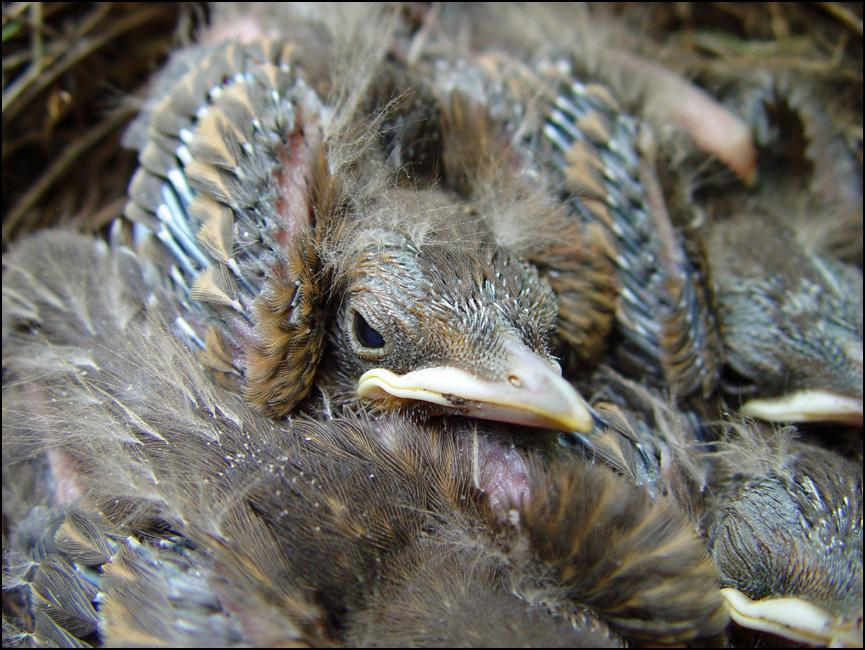
Mereljongen
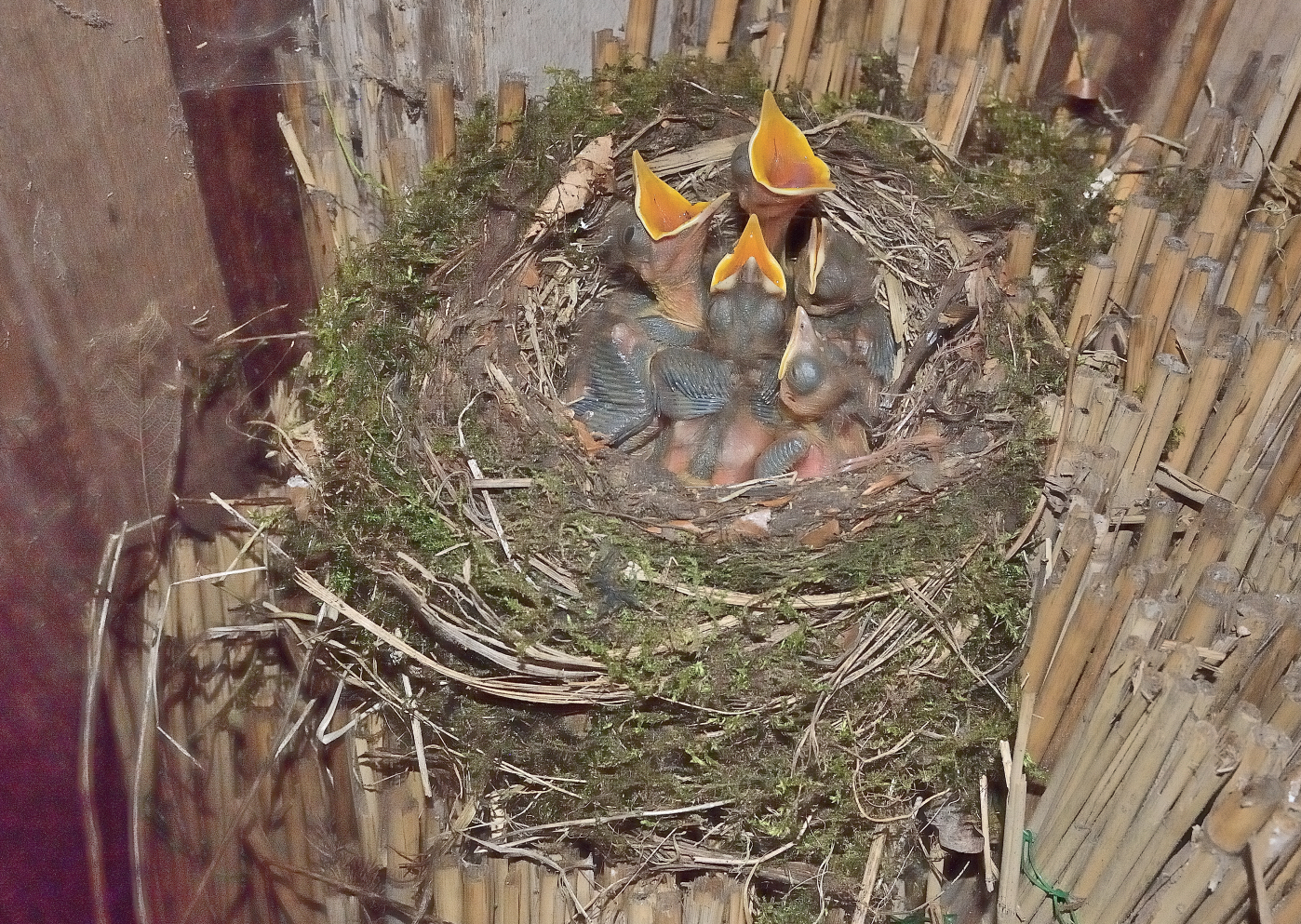
Jongen in nest

Na de geboorte zijn de jonge mereltjes nog volledig naakt. Na iets minder dan twee weken hebben ze een volwaardig verenkleed. Zolang ze in het nest liggen, blijven ze doodstil. Als een van de ouders met voer op de nestrand neerstrijkt, steken de jongen de kopjes omhoog en houden de snavel wagenwijd open.
De jongen worden de eerste tijd om de beurt door hun ouders gevoederd met vruchten, zaden en insecten. Na ongeveer twee weken verlaten de jongen het nest, nog voordat ze kunnen vliegen. Ze blijven nog ongeveer drie weken voor hun voedsel van hun ouders afhankelijk. Merels worden gewoonlijk een tot vijf jaar oud. De oudst bekende merel was 21,8 jaar oud.

## Verspreiding

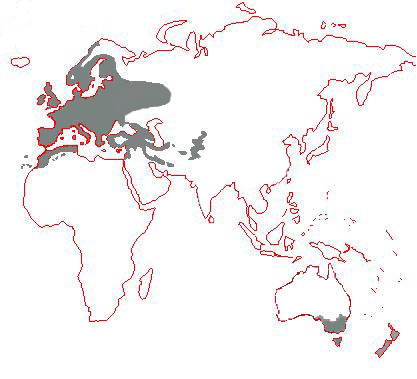
Verspreidingsgebied

De merel komt van nature voor ten zuiden van de poolcirkel in heel Europa en grote delen van Azië. Elders is de merel ook uitgezet en in Australië en Nieuw-Zeeland wordt hij gezien als een plaag. Afgezien van de noordelijkste populaties zijn merels meestal geen trekvogels. Ze vormen geen groepen zoals spreeuwen dat doen. Ze broeden in bijna heel Europa: zowat alle boreale, gematigde en subtropische streken. IJsland is het enige Europese land waar ze zeldzaam zijn.
De soort telt negen ondersoorten:
- T. m. merula: Europa (behalve het zuidoosten).
- T. m. azorensis: de Azoren.
- T. m. cabrerae: Madeira en de Canarische Eilanden.
- T. m. mauretanicus: noordwestelijk Afrika.
- T. m. aterrimus: zuidoostelijk Europa, Turkije, de Kaukasus en noordelijk Iran.
- T. m. syriacus: van de eilanden van zuidelijk Griekenland, zuidelijk Turkije tot zuidelijk Iran, noordelijk Irak en Egypte.
- T. m. intermedius: van de bergen van centraal Azië tot noordelijk Afghanistan.
- T. m. sowerbyi: centraal China.
- T. m. mandarinus: oostelijk China.

Broedvogels uit Noord- en Oost-Europa trekken in de winter naar Midden-, West- en Zuid-Europa. Op dat moment worden ze vervangen door grote aantallen soortgenoten uit Scandinavië en West-Rusland. Deze vogels zijn wat groter dan de West-Europese. Op andere plaatsen is de merel een stand- of zwerfvogel.
In België wordt hun aantal op een half miljoen paar geraamd. Veldonderzoek bracht ook aan het licht dat de merel in Belgisch Limburg de talrijkste broedvogel is: zij waren op het meeste aantal vierkante kilometer aanwezig.
In Nederland was de merel een steeds vaker voorkomende vogel, anno 2012 zouden er 2 miljoen exemplaren zijn geweest. In 2016 en 2017 was er een verhoogde vogelsterfte door het usutuvirus. Het virus trad in Europa voor het eerst op in Oostenrijk in 2001.

### Biotoop

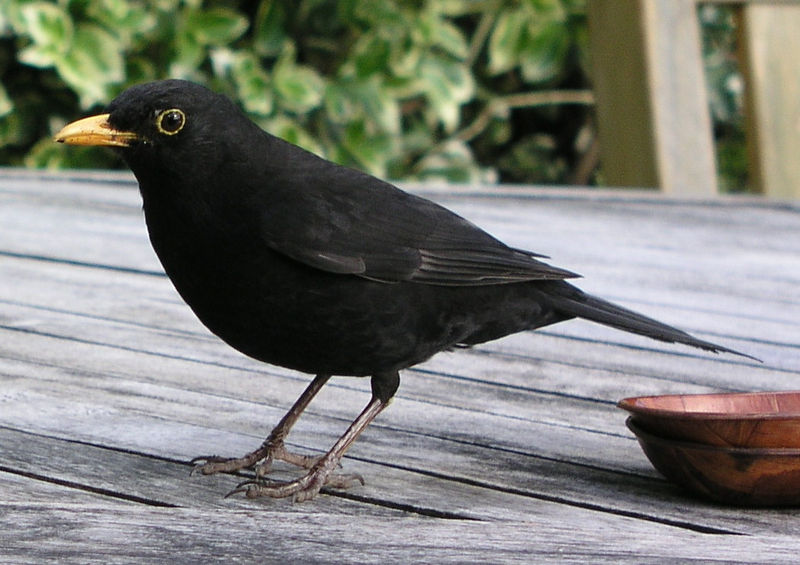
Merelmannetje op tuintafel

Oorspronkelijk zijn merels bosvogels en cultuurvlieders; enige eeuwen geleden werd de merel nog maar zelden aangetroffen. Merels leidden een teruggetrokken leven in de dichte loofbossen van Europa. Bij elk kleinste teken van gevaar trokken ze zich in het dichte kreupelhout terug en waarschuwden ze met hun typische alarmroep de andere bosbewoners. Ze hebben zich echter ontwikkeld tot cultuurvolgers en komen nu vrijwel overal in tuinen voor.
Rond 1850 zagen biologen hem als een schuwe lijsterachtige die in de grote bossen zijn optrekje had. Hij stond tevens bekend als een vrij algemene doortrekker in oktober en maart. ’s Winters was hij nog steeds in het land en dan riskeerde hij het zelfs om bij hevige sneeuwval de wooncentra te benaderen. Als de winters echter niet al te streng waren, bleef hij volledig afgezonderd in zijn bossen. Sommige biologen vermeldden deze vogel niet eens in hun werk.
Op het einde van de 19e eeuw sloop hij steeds dichter naar de woonsteden van de mensen toe. In het begin van de twintigste eeuw werd hij pas gezien als ‘door eenieder gekend’.
Tegenwoordig leven veel merels op alle mogelijke plaatsen, van bergwouden, alle mogelijke bossen met rottende bladeren op de grond, tuinen, parken en boerenland met grote heggen. Ze bevinden zich daar vaak op grasvelden of in het struikgewas. Ze behoren tot de talrijkste bezoekers van tuinen en voederhuisjes. Ze hebben zich ook uitzonderlijk goed aangepast aan het moderne stadsleven. Ze kunnen het hele jaar door op het grasveld worden gesignaleerd. Ze kunnen in tuinen weleens zeer vertrouwelijk worden en bijvoorbeeld broodkruimels komen stelen van tafel terwijl op een à twee meter afstand mensen zitten.

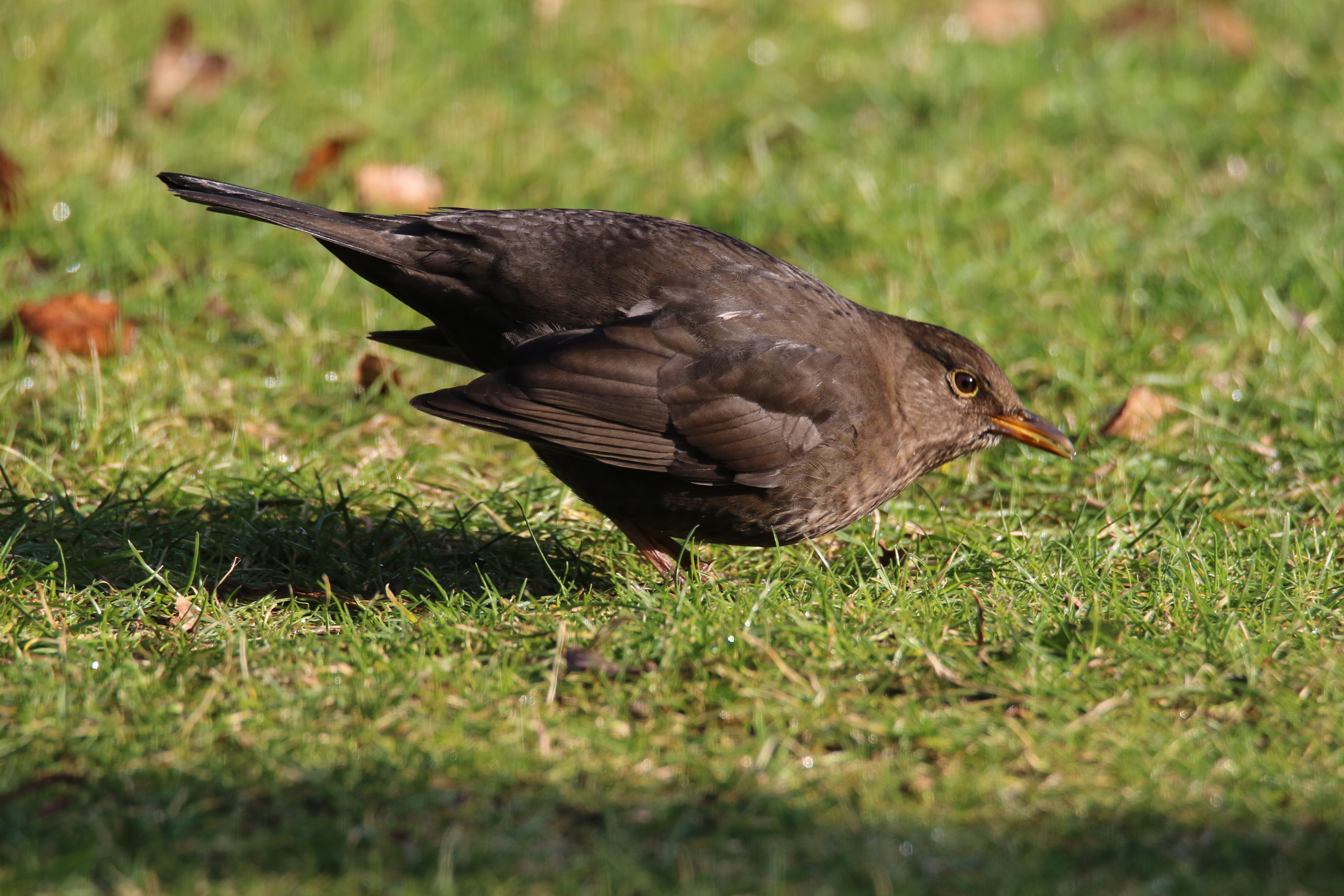
Vrouwtjesmerel op zoek naar voedsel in het gras

Een deel van de merels leeft nog steeds op de schuwe manier van in de negentiende eeuw, maar sindsdien heeft deze vogel zich steeds meer aan open gebieden en menselijke bewoning aangepast, met als gevolg dat het nu een van de bekendste vogels is. Sinds 1930 hebben ze zich aan de Engelse steden aangepast, op het vasteland in Frankrijk en Italië gebeurde dit al veel eerder.

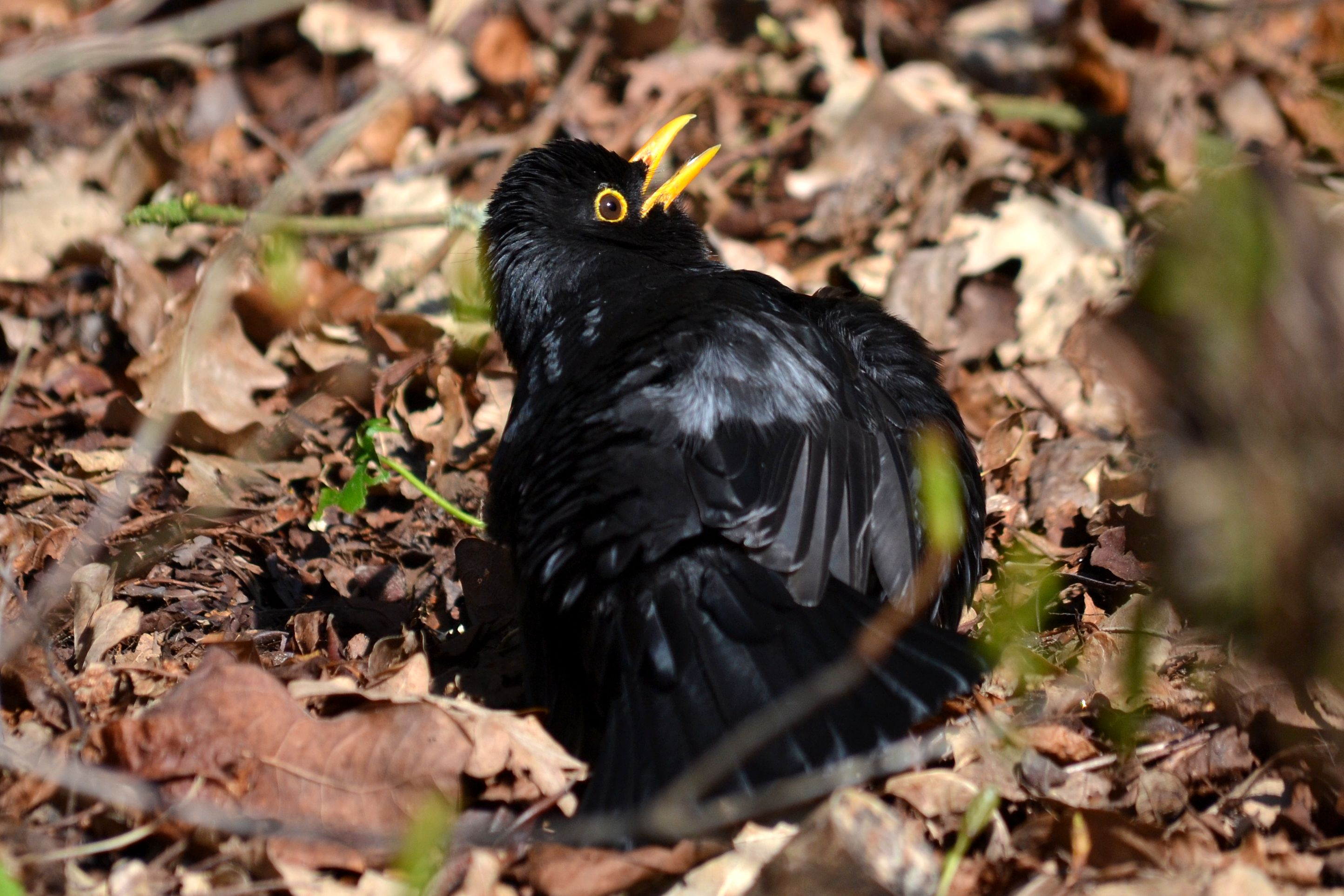
Zonnende volwassen mannelijke merel

De menselijke omgeving levert hun namelijk veel gemakkelijker voedsel op dan welk bos dan ook. In de Benelux is de merel nu een standvogel en een zeer talrijke broedvogel. Hij heeft een grote esthetische waarde gekregen, omdat hij vaak de enige echt zingende zangvogel is in de stedelijke omgeving (kauwen, huismussen, duiven ... zingen niet echt, de zanglijster kan ook wel een vaste waarde zijn, maar deze lijster komt veel minder frequent voor en vermijdt nog net iets meer menselijk contact). Het aantal bosbewonende merels neemt af naar het westen toe. In het oosten blijven de merels traditioneel schuw en teruggetrokken.
Het verlaten van de bossen heeft ook het trekgedrag veranderd. De meeste in het bos levende merels vliegen uit Noord- en Oost-Europa naar het Middellandse Zeegebied. De stadsbewoners trekken slechts sporadisch weg, meestal alleen wat vrouwtjes en jonge vogels.
In Nederland en België is vooral van september tot november (met een duidelijke piek in oktober) trekgedrag waar te nemen van noordelijke merels. De voorjaarstrek gebeurt erg onopvallend van maart tot april.
Als de winter strenger wordt, verschijnen de merels in grote aantallen in de duinstreek.

## Relatie met de mens

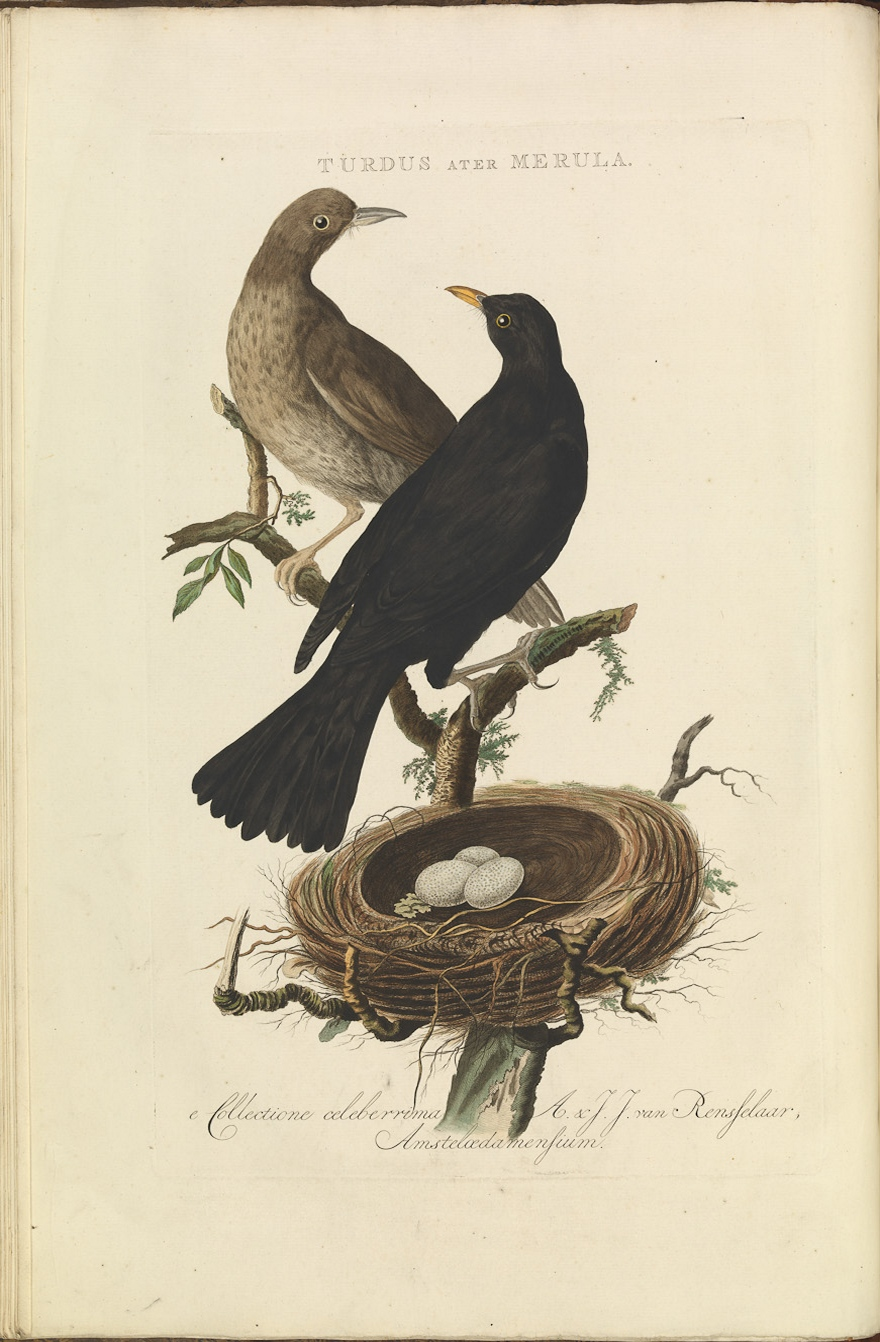
Merel in Nederlandsche vogelen (1770)

In de landen rond de Middellandse Zee wordt de merel nog vaak beschouwd als zogenaamd sportief jachtwild. In Nederland mag hij niet gevangen, vervoerd of verhandeld worden.
Hij mag wel als kooivogel gehouden worden, wat vroeger ook vaak werd gedaan. In België mag hij ook gehouden en gevangengenomen worden. De vangst mag echter alleen met een vergunning en de vergunninghouder moet aan bepaalde, strikte eisen voldoen.
De merel wordt gezien als een vogel die aanmerkelijke schade kan aanbrengen aan de kersen in een boomgaard. De vogel profiteert vaak van het voedsel dat mensen in de winter strooien. Broodkruimeltjes, kaaskorstjes, gemengd zaad, ze pikken het allemaal mee. Om het dier permanent in de tuin te houden is het belangrijk om de afgevallen bladeren onder de struiken niet helemaal te verwijderen. Daar vindt hij altijd wel iets te eten.
Dat sommige merels dicht bij de mensen leven, heeft zo zijn gevolgen. Uit onderzoek is gebleken dat stadsmerels door de lichtvervuiling gemiddeld minder testosteron hebben, wat invloed heeft op hun vruchtbaarheid, en dat ze hun verenkleed onregelmatiger wisselen dan hun soortgenoten buiten de stad. Uit onderzoek in drie Nederlandse gebieden, blijkt dat stadsmerels nog andere verschillen vertonen. Zo zingen de mannetjes anders, om het stadslawaai te overstijgen en omdat er meer merels per oppervlakte zijn dan in het bos. Ze zijn ook zwaarder. Genetisch onderzoek bracht ook verschillen aan het licht; mogelijk treedt soortvorming op, waarbij de stads- en bospopulaties zich van elkaar afscheiden tot ze aparte soorten vormen.

## Trivia
- Op 3 januari 2010 werd de merel in het radioprogramma Vroege Vogels door de luisteraars gekozen tot mooist zingende vogel.[10]
- Merel is ook een veelgebruikte meisjesnaam
- De druivensoort Merlot is genoemd naar de merel

## Galerij

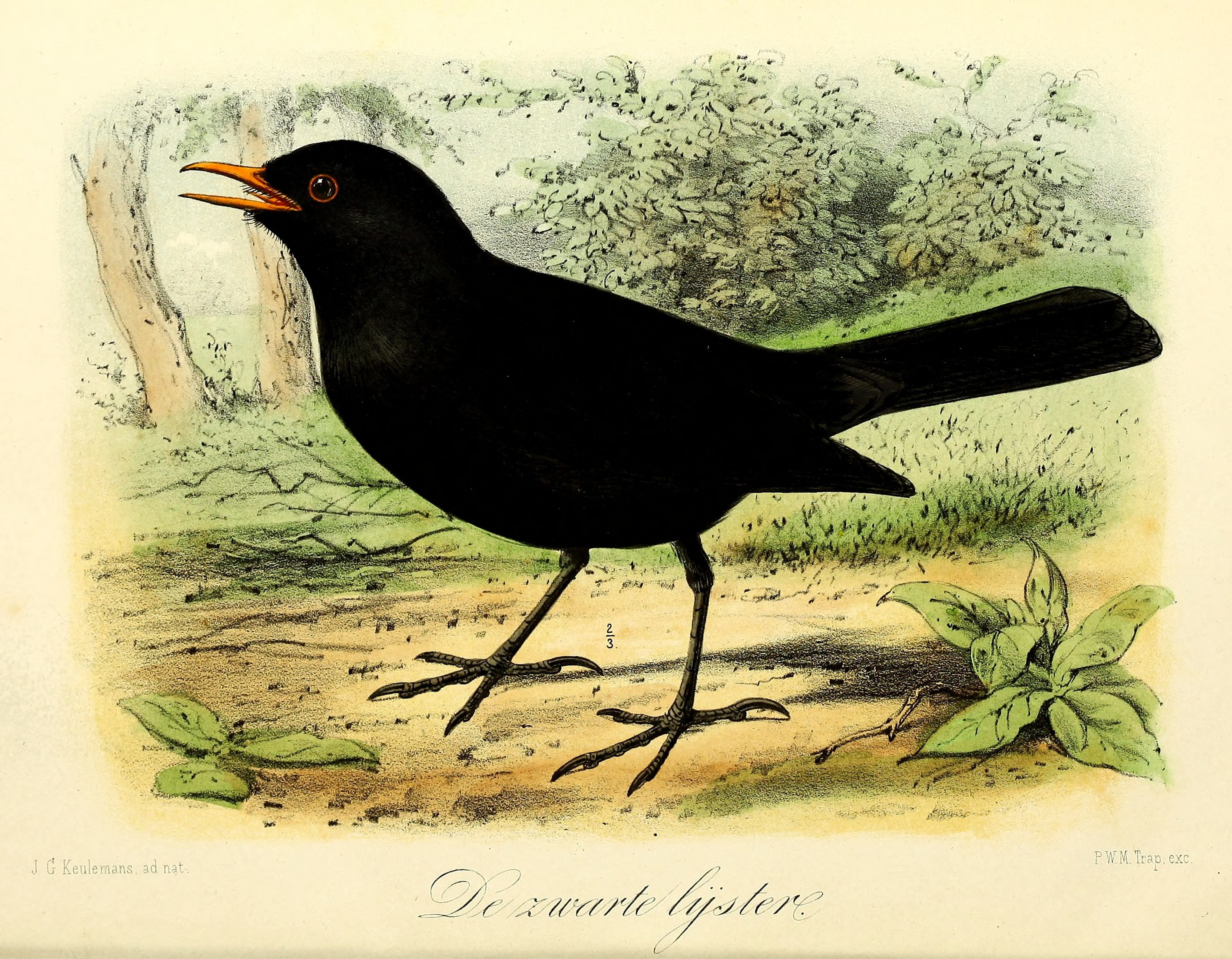
De zwarte lijster (1869), John Gerrard Keulemans